# Karen Redfern
Karen Redfern (São Paulo, 4 de dezembro de 1963) é uma jogadora brasileira de squash profissional. É considerada o maior squashista feminina da história do país, sendo o atleta do squash brasileiro que conquistou mais títulos na história até esta data.

## Títulos
- 16 X Campeã Brasileira Profissional.
- 9 X Campeã Sul Americana.
- 4 X Campeã Pan Americana.
- 2 X Premio Brasil Olimpico (COB).
- Medalhista de Bronze dos Jogos Pan Americanos de Winnipeg 1999.
- Medalhista de Bronze dos Jogos Pan Americanos de Santo Domingo 2003.
- Medalhista de Prata e Bronze nos Jogos Sul Americanos de Medellin 2010.
- Medalhista de Bronze nos Jogos Sul Americanos de Mar del Plata 2017.